# 트라야누스 시장

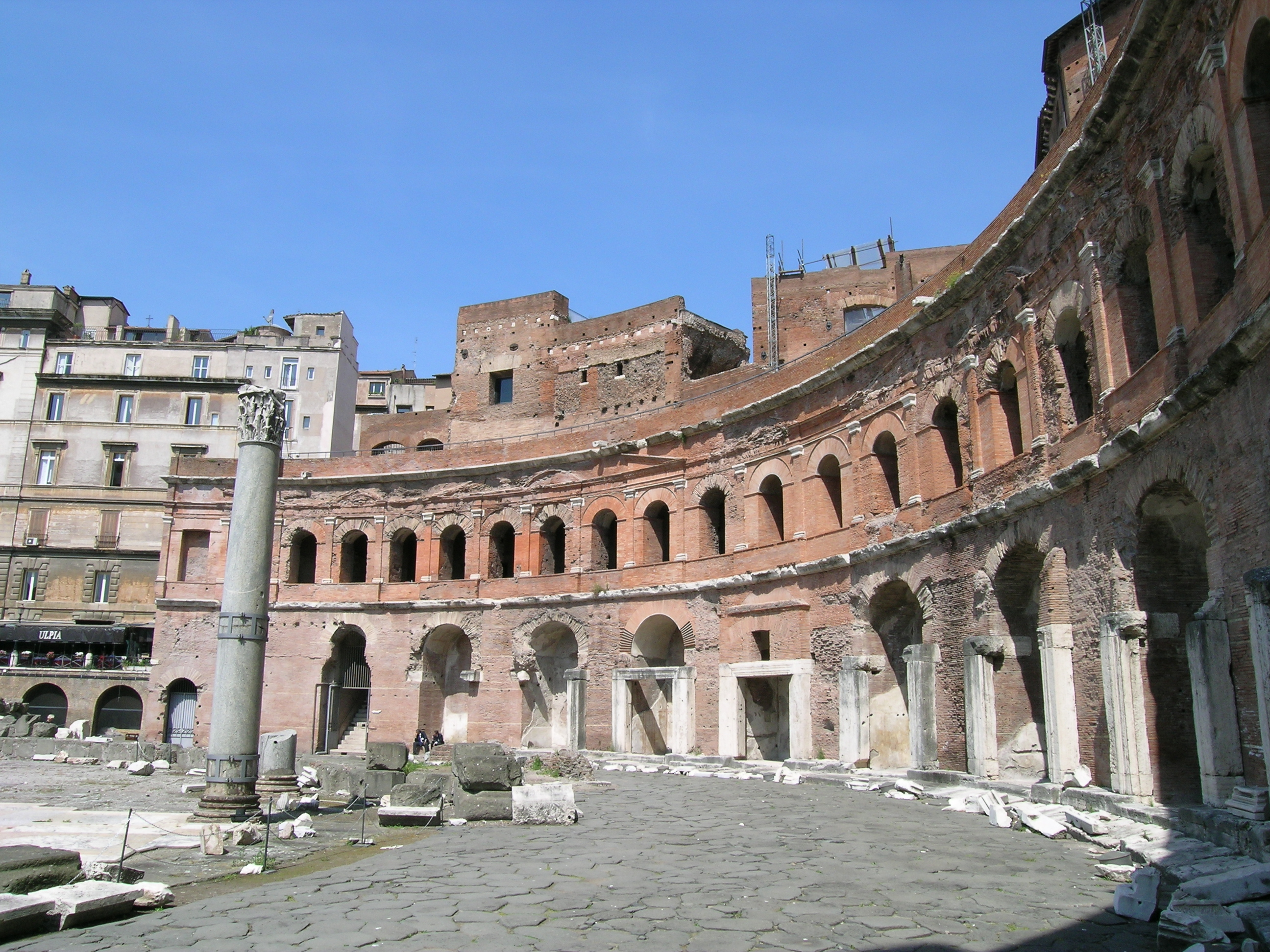
2006년 트라야누스 시장.

트라야누스 시장(라틴어: Mercatus Traiani, 이탈리아어: Mercati di Traiano)은 이탈리아 로마의 포리 임페리알리 거리에 있는 거대한 유적 단지이며, 콜로세움에서 반대쪽 끝에 위치했다. 트라야누스 포룸을 구성하는 주요 시설이며, 현전하는 구조물은 퀴리날레 언덕 발굴지의 맞은편에 위치해 있다. 로마 건축의 면면을 파악할 수 있으면서도 수도 로마의 주민들이 살았던 생생한 삶을 가늠할 수 있는 현장이다.
트라야누스 시장의 아케이드는 세계에서 가장 오래된 쇼핑몰인 동시에 트라야누스 황제를 위한 행정 기관이 위치했던 것으로 보인다. 시장 내 상점과 시설은 여러 층에 걸쳐 설치되어 있으며 이 중 일부는 관광객에게 개방되어 있다. 섬세하게 시공된 대리석 바닥과 도서관 유적지 등 다양한 볼거리를 자랑한다.

## 건설
트라야누스 시장은 건축가 다마스쿠스의 아폴로도로스가 지은 것으로 추정된다. 다마스쿠스의 아폴로도스는 100년에서 110년 사이에 트라야누스 황제를 수행하면서 황제가 계획한 포룸 건설을 담당했다. 트라야누스 시장은 기원후 113년 개장했으며 이후에도 여러 변화를 겪었다. 중세 시대에는 오늘날에도 확인할 수 있는 새로운 층을 추가해 증축되었고 1300년에 밀리치에 탑 같은 방어 시설도 추가되었다. 이후 16세기는 수도원이 자리잡았는데 1885년 이탈리아 왕국이 건물을 매입, 군사 시설로 활용하다가 20세기 초 트라야누스 시장 복원을 위해 허물었다.

## 포리 임페리알리 박물관

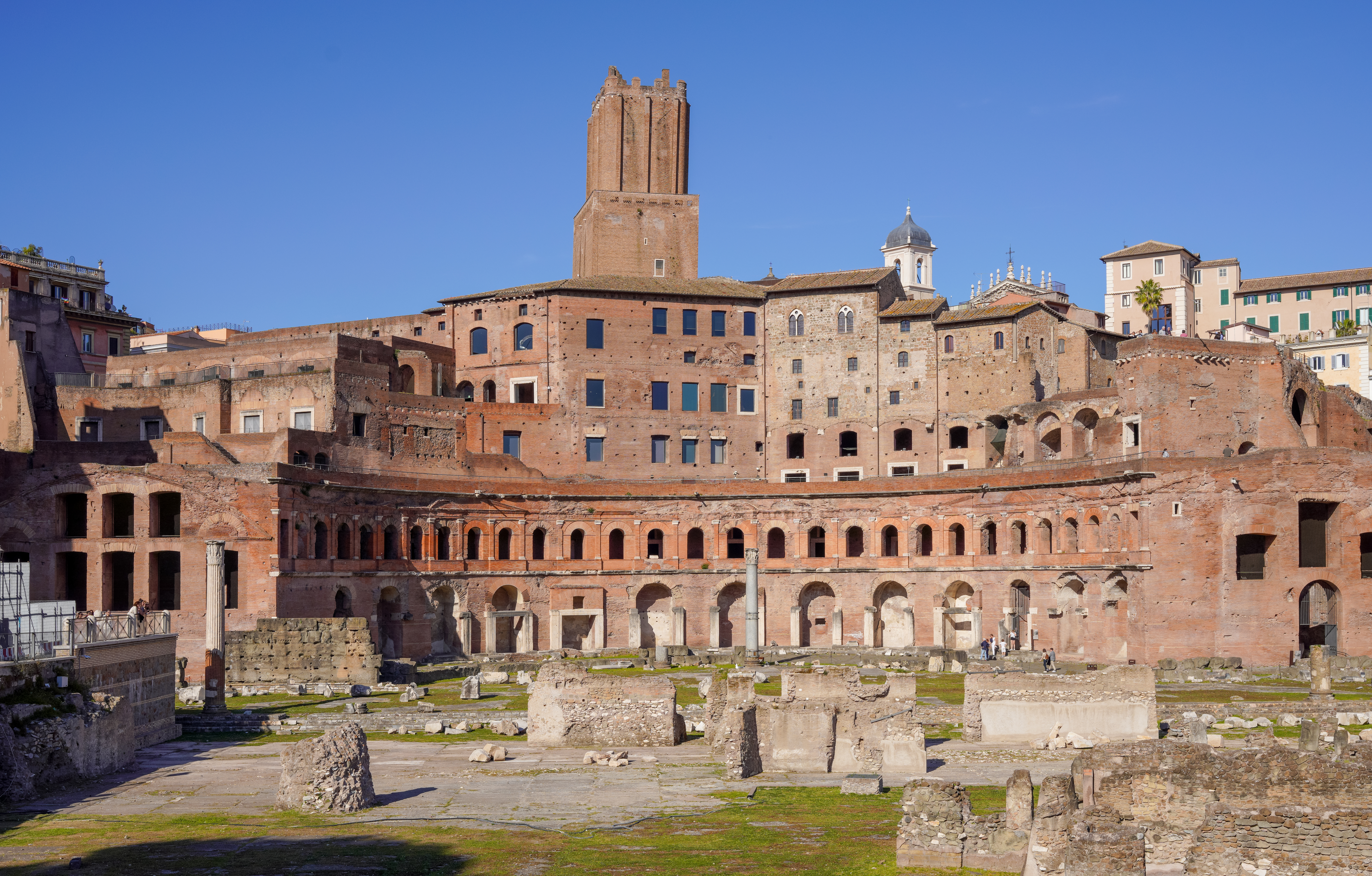
트라야누스 시장.

2007년에 문을 연 로마 황제들의 포룸 박물관(이탈리아어: Museo dei Fori Imperiali)은 모든 고대 로마의 포룸에서 출토된 많은 유물을 소장하고 있다. 트라야누스 시장으로 들어갈 수 있는 관광객용 출입구는 콰트로 노벰브레 거리 94번지(Via Quattro Novembre, 94)와 마돈나 디 로레토 광장(Piazza Madonna di Loreto)에 위치해 있는데, 과거에는 로마 거주민들이 구제 곡물을 배급받던 장소이기도 하다.
입구를 지나 나오는 강당의 끝자락에는 트라야누스 시장과 트라야누스 포룸, 비토리오 에마누엘레 2세 기념관 등을 조망할 수 있는 발코니가 나온다. 발코니 아래로는 비베라티카 거리(Via Biberatica; '마시다'를 의미하는 라틴어 bibo, bibere에 어원을 둔 지명)가 트라야누스 시장을 관통하고 있는데, 이곳에는 타베르나과 식료품점, 잡화점 등이 위치해 있었다. 타베르나는 로마 시대의 상점을 일컫는 표현이다.
시장의 아래쪽에는 오디션과 음악회 등이 열렸을 추정되는 넓은 강당이 두 곳 있다. 또한 대강당은 홍예 위에 세워진 콘크리트 궁륭으로 지붕을 이루고 있으며 홍예 사이로 난 공간을 통해 채광과 환기를 해결한다. 시장 건물은 주로 벽돌과 콘크리트를 이용해 거대한 엑세드라(exedra, 반원형 건축물) 형태로 지어졌는데 이는 본디 남측의 또 다른 엑세드라형 건축물과 대칭을 이루고 있었다.

### 참고 문헌
- Bunson, Matthew (2002) [1994]. 《Encyclopedia of the Roman Empire》. New York: Facts on File. 337, 550–551쪽. ISBN 0-8160-4562-3. OCLC 47930574.
- Honour, Hugh; Fleming, John F. (2009년 1월 15일) [1995]. 《The Visual Arts: A History, Revised Edition》. Canada: 피어슨 에듀케이션. 193쪽. ISBN 0-205-66535-7. OCLC 700049334.
- Richard, Carl J. (2010년 4월 16일). 《Why We're All Romans: The Roman Contribution to the Western World》. Lanham, Maryland: Rowman & Littlefield. 70–71, 229쪽. ISBN 9780742567801.
- Vreeland, Frederick; Vreeland, Vanessa (2006년 4월 24일). 《Key to Rome》. Los Angeles: J. Paul Getty Museum. 31, 33, 36쪽. ISBN 0-89236-802-0. OCLC 62714763.
- “Il Museo dei Fori Imperiali” [The Museum of the Imperial Fora] (이탈리아어). Biblioteca Virtual Miguel de Cervantes.